# Henrietta Lacks
Henrietta Lacks, właśc. Loretta Pleasant (ur. 1 sierpnia 1920 w Roanoke, zm. 4 października 1951 w Baltimore) – Afroamerykanka, której komórki rakowe dały początek HeLi, pierwszej linii nieśmiertelnych ludzkich komórek. 
HeLa jest jedną z najważniejszych linii komórkowych w badaniach medycznych. „Unieśmiertelniona” linia komórkowa w określonych warunkach może rozmnażać się w nieskończoność. Do dziś stanowi ona źródło bezcennych danych medycznych.
Materiał do badań pobrano poprzez biopsję szyjki macicy w Johns Hopkins Hospital w Baltimore, w stanie Maryland, w 1951 roku. Komórki te były następnie hodowane przez George’a Otto Geya, którego uważa się za twórcę HeLi. Nigdy jednak nie uzyskano zgody Henrietty na hodowlę jej komórek. Na przestrzeni lat również ani ona, ani jej rodzina nie otrzymali rekompensaty za ich wykorzystanie. Ocenia się, że do dziś (2021) komórki HeLa z ciała Henrietty Lacks wykorzystano w 75 tysiącach doświadczeń naukowych (codziennie liczba ta zwiększa się o 10), a wagę wszystkich wyhodowanych komórek HeLa ocenia się na 50 milionów ton. W latach 60 XX wieku zostały one nawet wysłane w kosmos, gdzie domniemano, iż będą rozmnażać się jeszcze szybciej, czego jednak nie potwierdzono. Dzięki komórkom HeLa dokonano wielu odkryć w dziedzinie onkologii, znalazły zastosowanie w badaniu wielu leków nad AIDS, in vitro, procesem starzenia, wpływem toksyn i promieniowania na ludzki organizm. Dzięki tym komórkom ograniczono testy na zwierzętach.

## Życiorys
Henrietta Lacks urodziła się jako Loretta Pleasant 1 sierpnia 1920 w Roanoke w stanie Wirginia. Była córką Elizy Pleasant z domu Lacks (1886–1924) i Johna „Johnny'ego” Randalla Pleasanta (1881–1969). Nie jest pewne, kiedy i w jakich okolicznościach imię Loretta zmieniła na Henrietta, ale od najmłodszych lat nazywano ją Hennie. W 1924, kiedy Henrietta miała cztery lata, zmarła jej matka, rodząc swoje dziesiąte dziecko. Nie mogąc samodzielnie opiekować się dziećmi po śmierci żony, jej ojciec John „Johnny” Randall Pleasant, przeniósł się z rodziną do Clover w Wirginii, gdzie dzieci zostały rozdzielone między krewnych. Lacks zamieszkała u swojego dziadka ze strony matki, Thomasa „Tommy” Henry'ego Lacksa w dwupiętrowym domku z bali, który kiedyś był kwaterą niewolników na plantacji, a który był własnością jego białego pradziadka i stryjecznego dziadka Henrietty. Zamieszkała w pokoju ze swoim dziewięcioletnim kuzynem (ich matki były siostrami) i przyszłym mężem, Davidem „Day” Lacksem (1915–2002).
Jak większość członków rodziny mieszkających w Clover, Lacks od najmłodszych lat pracowała na plantacji tytoniu. W tym czasie uczęszczała do wyznaczonej dla czarnych dzieci szkoły oddalonej dwie mile od domku. Aby pomóc utrzymać rodzinę, musiała zrezygnować z edukacji w szóstej klasie. 
W 1935 w wieku 14 lat, urodziła syna Lawrence'a Lacks'a. W 1939 roku urodziła kolejne dziecko – córkę Elsie Lacks (1939–1955), która cierpiała na epilepsję i porażenie mózgowe. Ojcem dzieci był Day Lacks. 
10 kwietnia 1941 Henrietta Lacks wyszła za mąż za Davida „Day” Lacksa. Ślub odbył się w Halifaxie w stanie Wirginia. Tego samego roku małżonkowie za namową ich kuzyna, Freda Garretta, wraz z dziećmi przenieśli się do Turner Station, niedaleko Dundalk w stanie Maryland, aby Day mógł pracować w Bethlehem Steel w Sparrows Point. Niedługo po przeprowadzce, Garrett został wezwany do walki w II wojnie światowej. Dzięki oszczędnościom, które otrzymali od Garrett'a, Day Lacks mógł kupić dom przy 713 New Pittsburgh Avenue na stacji Turner. Obecnie część Dundalk przy Turner Station stanowi jedną z najstarszych i największych społeczności afroamerykańskich w hrabstwie Baltimore. 
Tam urodziła jeszcze troje dzieci: Davida „Sonny” Lacksa Jr. w 1947, Deborę Lacks (1949–2009) i Josepha Lacksa (po przejściu na islam Zakariyya Bari Abdul Rahman) w 1950.  Henrietta urodziła swoje ostatnie dziecko, Josepha, w Johns Hopkins Hospital w Baltimore w listopadzie 1950 roku. Było to cztery i pół miesiąca przed zdiagnozowaniem u niej raka szyjki macicy. 
8 sierpnia 1951 Henrietta Lacks, mając 31 lat, udała się do Johns Hopkins na badania z powodu utrzymującego się silnego bólu brzucha. Dokonano jej transfuzji krwi i pozostała w szpitalu na dalszym leczeniu aż do swojej śmierci 4 października 1951. Późniejsza, częściowa sekcja zwłok wykazała, że miała liczne przerzuty raka w całym ciele.
Została pochowana  w nieoznakowanym grobie na rodzinnym cmentarzu w miejscowości Lackstown w hrabstwie Halifax w stanie Wirginia.